# 金鏞城
金墉城位于中國漢魏洛陽故城西北角，隋洛陽城之東15公里，是離宫與軍事要地。建于曹魏明帝曹叡時期，西晉、十六國、北魏、北周、隋及唐朝初年一直沿用。
自曹魏嘉平二年（254年），司馬師廢曹芳遷於此和咸熙二年（公元265年）魏元帝曹奂禪位居金墉城始，該城亦為廢主棄幽居的場所。金墉城共分三個小城，為不同時期修建，丙城為魏晉時期建造，甲、乙二城修建時间晚於丙城。甲城西牆现長22米，寬2米，方向10°.東牆現長21米，寬2米，方向10°.乙城東牆現長25米，寬2米，方向11°.丙牆東牆現長21米，寬2米，方向13°.北牆現長22.5米，寬8米，方向9°.
隋末李密建立的大魏國首都金墉城位于滎陽洛口。